# Innings
Innings (także inning) – część meczu, zwłaszcza w takich dyscyplinach jak krykiet, baseball czy softball, w której jedna drużyna walczy o zdobycie jak największej liczby punktów, zaś druga stara się jej przeszkodzić.

## Krykiet
W nomenklaturze anglojęzycznej słowo innings jest formą zarówno liczby pojedynczej, jak i mnogiej, kiedy mówi się o krykiecie.

## Baseball
W baseballu z kolei liczba pojedyncza to inning, innings zaś to liczba mnoga. W polskiej nomenklaturze baseballowej zamiast inning używa się terminu zmiana.
W zawodowym baseballu używa się również terminu extra innings, gdy po dziewięciu zmianach wynik jest nierozstrzygnięty i konieczne jest rozegranie dodatkowych zmian, by wyłonić zwycięzcę meczu.